# جنبش انقلابی انترناسیونالیستی
جنبش انقلابی انترناسیونالیستی (به انگلیسی: Revolutionary Internationalist Movement, RIM) یک سازمان کمونیستی بین‌المللی به سبک انترناسیونال‌های کمونیستی بود که در مارس ۱۹۸۴ توسط ۱۷ سازمان مائوئیستی از نقاط مختلف جهان تأسیس شده‌بود. جنبش انقلابی انترناسیونالیستی «مبارزه برای تشکیل گونه‌ای نوین از انترناسیونال کمونیستی بر اساس مارکسیسم-لنینیسم-مائوئیسم» را هدف خود اعلام کرده بود. 
اعضای این سازمان هرکدام در کشورهای خود برای راه‌اندازی «جنگ خلق» (مفهومی در تئوری مائوئیستی) تلاش می‌کردند و در مواردی مثل پرو و نپال در سطح وسیعی در این راه موفق بودند. حزب کمونیست نپال (مائوئیست) پس از پیش بردن ده سال جنگ خلقی با توافق با احزاب پارلمانی در انتخابات مجلس مؤسسان شرکت کرد و پیروز اصلی این انتخابات بود تا بزرگترین حزب مجلس باشد. پراچاندا، رئیس این حزب به عنوان اولین نخست‌وزیر دولت جدید نپال انتخاب شد.

## اعضای سازمان
اعضای این سازمان بدین صورت بودند:
- حزب کمونیست سیلان (مائوئیست)
- حزب کمونیست افغانستان (مائوئیست)
- حزب کمونیست بنگلادش (مارکسیست-لنینیست)
- حزب کمونیست نپال (مائوئیست)
- حزب کمونیست پرو (راه درخشان)
- حزب کمونیست ترکیه/مارکسیست-لنینیست
- حزب کمونیست مائوئیست ایتالیا
- سازمان کمونیستی مارکسیستی-لنینیستی تونس
- حزب پرولتاریای پوربا بنگلا
- گروه کمونیست انقلابی کلمبیا
- حزب کمونیست انقلابی آمریکا
- حزب کمونیست ایران (مارکسیست-لنینیست-مائوئیست)